# IPhone 15
Los iPhone 15 y iPhone 15 Plus son teléfonos inteligentes de gama alta diseñados, desarrollados y comercializados por Apple. Corresponden a la decimoséptima generación, que suceden al iPhone 14 y iPhone 14 Plus. Son la generación anterior al iPhone 16 y iPhone 16 Plus.
Se presentaron el 12 de septiembre de 2023, durante el Apple Event en el Apple Park de Cupertino, junto a los buques insignia iPhone 15 Pro y Pro Max, de precio más elevado. Por primera vez incluyen el conector USB-C, para cumplir con la directiva europea 2022/2380.

## Especificaciones[3]

### Hardware

#### Pantalla
El iPhone 15 está disponible en dos modelos, ambos con pantallas con tecnología Super Retina XDR OLED. El modelo estándar tiene una pantalla que mide 6,1 pulgadas, mientras que el modelo Plus tiene una pantalla que mide 6,7 pulgadas. Ambos modelos incorporan un brillo mejorado de hasta 1000 nits, un brillo máximo en HDR de hasta 1600 nits y un brillo máximo en exteriores de hasta 2000 nits. Ahora, la función Dynamic Island reemplaza al famoso notch.

#### Diseño
Están disponibles en cinco nuevos colores: azul, rosa, amarillo, verde y negro.

#### Velocidades de carga y transferencia
El iPhone 15 y el iPhone 15 Plus utilizarán USB-C con velocidades de transferencia USB 2.0 (hasta 480 Mb/s o 60 MB/s), mientras que el iPhone 15 Pro y el iPhone 15 Pro Max tienen velocidades de transferencia USB 3.2 Gen 2 más rápidas (hasta 10 Gb/s o 1,25 GB/s).

#### Video
Todos los modelos de iPhone 15 son compatibles con el modo alternativo DisplayPort sobre salida de vídeo USB-C con HDR hasta resolución 4K.

#### Batería
El iPhone 15 Plus ofrece a los usuarios hasta 26 horas de reproducción de video o 100 horas de reproducción de audio, y el iPhone 15 ofrece algo menos, con hasta 20 horas de reproducción de video o también 80 horas de reproducción de audio.

### Software
El teléfono es compatible con la versión de iOS 18.

## Galería
|           |
| iPhone 15 |

|                |
| iPhone 15 Plus |

|                 |
| iPhone 15 Serie |